# Gustav Seiwert
Gustav Gottlieb Seiwert (Seivert) (n. 8 iulie 1820, Sibiu – d. 17 ianuarie 1875, Sibiu) a fost un istoric, arhivist și scriitor sas care a trăit și a activat în secolul al XIX-lea. Principalele sale domenii de interes științific sunt reprezentate de istoria sașilor ardeleni și de valorificarea surselor primare aflate în conexiune cu trecutul acestora. Din 1842 a fost membru al Verein für siebenbürgische Landeskunde (Asociația pentru Cultura Transilvăneană).

## Biografie
Gustav Seiwert s-a născut în data de 8 iulie 1820 în Sibiu (Hermannstadt). Tatăl său, fost funcționar public, a murit în februarie 1820, cu trei luni înainte de nașterea sa. Fiind crescut de mama sa, pe parcursul anilor copilăriei, s-a familiarizat cu ceea ce însemna viața populară a comunităților săsești ardelene. A murit în data de 17 ianuarie 1875, din cauza unui accident vascular cerebral (apoplexie).

### Studii și activitate
Studiile gimnaziale le-a urmat la Sibiu. În urma absolvirii gimnaziului din Sibiu (1839), a continuat studiile liceale în Cluj-Napoca, iar apoi a studiat în cadrul Tablei regești din Târgu-Mureș, în serviciul căreia a intrat în 1841. Și-a desfășurat studiile superioare în cadrul Universității din Berlin (1843-1845), pregătindu-se pentru o carieră în drept. Printre alții, l-a avut ca profesor și pe Leopold von Ranke. 
În urma finalizării studiilor și după călătorii în Renania, Belgia și Olanda, s-a întors în orașul natal, unde a activat ca funcționar public. În 1855 a plecat la Viena, unde a fost adjunct în cadrul Ministerului imperial și regal de Comerț, de unde a fost transferat din nou la Sibiu (1856). Aici a fost funcționar în cadrul Comisiei de fond funciar. În 1859, tot în orașul natal, a fost numit comisar districtual, iar în 1861 a fost ales magistrat de către Sfatul orașului. 
În 1872 a fost numit arhivist al Arhivelor Naționale Săsești și al Arhivelor orășenești ale Sibiului. O asemenea funcție s-a aflat în concordanță cu preocupările științifice manifestate anterior, întrucât încă din 1861 a desfășurat o activitate de clasificare în cadrul arhivelor menționate anterior. 

## Operă
Pe plan istoriografic, s-a remarcat prin problematicile abordate, precum și prin concepția și metoda istorică adoptată și promovată. În privința preocupărilor științifice, Gustav Seiwert a realizat colecții comentate de surse justificative pentru poziția politică a sașilor. În acord cu principiile promovate de școala pozitivistă, metoda pe care a utilizat-o în cercetările sale s-a bazat pe o amplă activitate de documentare și de valorificare a surselor inedite. Opera sa istorică și literară trebuie pusă în conexiune cu dezvoltarea, în rândul sașilor ardeleni, a preocupării pentru cercetarea istoriei regionale, precum și a revirimentului interesului pentru cunoașterea propriului trecut – tendințe care s-au manifestat după 1848. 
Importanța lui Gustav Seiwert în domeniul istoriei sașilor ardeleni se datorează, în primul rând, lucrărilor despre istoria Sibiului, în care prezintă convergențele dintre trecutul orașului și cel al sașilor. Principalele momente din istoria Sibiului le-a prezentat într-o lucrare de sinteză – Die Stadt Hermannstadt: Eine historische Skizze.  
În contextul activității de cercetare pe care a desfășurat-o, a reușit să extindă colecțiile Arhivelor Naționale Săsești și ale Arhivelor orășenești din Sibiu, cu aproximativ 2000 de piese documentare necunoscute până la acel moment. Printre acestea s-au aflat inclusiv fragmente de socoteli din secolul al XIV-lea. Având cunoștințe semnificative în domeniul istoriei breslelor, Seiwert este cel căruia îi aparține prima publicare a celor mai vechi statute de breaslă din Transilvania (1376). 
Într-o altă categorie se înscriu lucrările sale care, dincolo de a servi unor scopuri pur științifice, aveau menirea de a răspunde unor necesități de ordin practic, caracteristice contextului istoric contemporan – nevoia de a oferi o bază documentară dimensiunii juridice a Universității Săsești. Un exemplu în acest sens îl reprezintă lucrarea Akten und Daten über die gesetzliche Stellung und den Wirkungskreis der sächsischen Nationsuniversität (Sibiu, 1870), care reprezintă o compilație de surse (documente regale și de altă natură, legi, tratate etc.) cuprinse în intervalul temporar (1355-1846) și privitoare la sfera de activitate a Universității Săsești. 
În privința activității literare, cunoașterea profundă a vieții populare săsești din trecut și din contemporaneitatea sa, alături de puternicul sentiment de apreciere față de aceasta, i-au permis și l-au determinat pe Gustav Seiwert să scrie o serie de povestiri. Aceste opere literare au fost publicate sub titlul de Culturhistorische Novellen aus dem Siebenbürger Sachsenland (3 vol., Sibiu, 1866, 1867) și reprezintă totodată rezultatul dorinței de a permite pătrunderea informațiilor istorice înspre publicul care nu avea acces la publicațiile științifice în domeniu. Prin intermediul acestei lucrări în trei volume a contribuit la popularizarea istoriei regiunii. 

### Lista selectivă a lucrărilor

#### Cărți:
- Die Stadt Hermannstadt: Eine historische Skizze. Sibiu, (1859).
- Culturhistorische Novellen aus dem Siebenbürger Sachsenlande, vol. I, II, III, Sibiu (1866-1867).
- Akten und Daten über die gesetzliche Stellung und den Wirkungskreis der sächsischen Nations-Universität, Sibiu (1870).

#### Articole și studii:
- „Beiträge zu einer Geschichte der Hermannstädter Münzkammer”, în Archiv des Vereins für Siebenbürgische Landeskunde, VI (1864/65), pp. 153-200, 299-327.
- „Bruderschaft des heiligen Leichnams in Hermannstadt”, în Archiv des Vereins für Siebenbürgische Landeskunde, X (1872), pp. 314-360.
- „Das älteste Hermannstädter Kirchenbuch”, în Archiv des Vereins für Siebenbürgische Landeskunde, XI (1874), pp. 323-410.
- „Chronologische Tafel der Hermannstädter Plebane, Oberbeamten und Notäre”, în Archiv des Vereins für Siebenbürgische Landeskunde, XII (1875), pp. 189-256[1][2][3][4].

## Afilieri
- Membru al Verein für siebenbürgische Landeskunde (din 1842).

- Membru al Comitetului Verein für siebenbürgische Landeskunde (din 1859).
- Vicepreședinte al Consiliului de administrație al Verein für siebenbürgische Landeskunde (1865-1869)[3].